# Jan Prokeš
Jan František Prokeš (ur. 25 maja 1873 r. w Černotínie u Hranic, zm. 11 grudnia 1935 r. w Morawskiej Ostrawie) – czeski dziennikarz, polityk socjaldemokratyczny, poseł do Rady Państwa Austrii i Zgromadzenia Narodowego Czechosłowacji, burmistrz Morawskiej Ostrawy.

## Życiorys
Urodził się 25 maja 1873 r. w Černotínie u Hranic. Od 1897 r. był redaktorem czasopisma górniczego Nazdar, a od 1901 gazety Duch času. Był aktywny politycznie, wiążąc się z socjaldemokracją. W 1906 i 1913 r. został wybrany posłem do parlamentu morawskiego, a w 1907 i 1911 r. do Rady Państwa. Od 29 października 1918 r. był przewodniczącym Okręgowego Komitetu Narodowego w Morawskiej Ostrawie, a od 28 grudnia Okręgowej Komisji Administracyjnej Morawskiej Ostrawy. 
W latach 1924–1935 był komisarzem rządowym Morawskiej Ostrawy, a następnie do śmierci jej burmistrzem. Jako burmistrz zainicjował budowę nowego ratusza, Instytutu dla Matek i Niemowląt im. T. Masaryka i krematorium. Za jego rządów przeprowadzono rozbudowę rzeźni miejskiej, sieci kanalizacyjnej, wodociągów i licznych dróg. Prokeš wspierał też budowę nowych budynków szkolnych i rozbudowę biblioteki miejskiej. Dzięki jego działaniom miejskie muzeum nabyło budynek starego ratusza przy pl. Masaryka. Za jego kadencji rozbudowano także szpital miejski.
Zasiadał w również w Zgromadzeniu Narodowym Czechosłowacji, był przewodniczącym Morawsko-Śląskiej Komisji Kasy Oszczędności, prezes rady nadzorczej Moravskoslezské elektrářské akciové společnosti (elektrowni) i prezes zarządu Společnosti Moravských místních drah v Moravské Ostravě (przedsiębiorstwa tramwajowego).
Zmarł 11 grudnia 1935 r. w Morawskiej Ostrawie.